# Ortoxileno
Orto-xileno (também grafado como ortoxileno e o-xileno) é o isômero orto do xileno, ou seja, o 1,2 dimetil benzeno.

## Uso
Quase toda a produção de orto-xileno é usada na manufatura de anidrido ftálico.